# Скуратово (Тверская область)
Скура́тово — деревня в Торопецком районе Тверской области. Входит в Плоскошское сельское поселение.

## География
Расположена примерно в 12 верстах к северо-востоку от села Плоскошь на ручье впадающем в речку Столопенка.

## История
В конце XIX — начале XX века входила в Холмский уезд Псковской губернии